# Relapse
Relapse é o sexto álbum de estúdio do rapper Eminem. Foi lançado no dia 15 de maio de 2009 pela gravadora Interscope Records, juntamente com as subdisiárias Aftermath Entertainment e Shady Records, sendo o primeiro disco inédito do artista desde Encore, de 2004. Houve boatos de que o álbum fosse chamado de King Mathers ou The Empact, mas depois Eminem disse na noite em que estava lançando seu livro autobiográfico The Way I Am pela sua rádio Shade 45, que o álbum se chamaria Relapse.
Semelhantemente aos registros anteriores, o álbum conta com poucas participações, mais especificamente apenas em duas faixas. Dr. Dre colabora nas faixas "Old Times Sake" e "Crack a Bottle", enquanto 50 Cent participa apenas desta última.
O primeiro single do álbum chama-se "Crack a Bottle" (com participação de Dr. Dre e 50 Cent) e foi lançado em 2 de fevereiro de 2009, e ficou em primeiro lugar nos Estados Unidos. O segundo single foi "We Made You", o terceiro "3AM", o quarto "Old Times Sake" e o quinto "Beautiful".
O álbum estreou em 1º na Billboard 200 com 608 mil cópias vendidas na primeira semana nos EUA. No Japão, segundo a Oricon o álbum permaneceu por uma semana no mês de junho de 2009 como o mais vendido.

## Relapse: Refill
O re-lançamento de Relapse, intitulado Relapse: Refill, inclui sete faixas bônus, incluindo o single "Forever", com participação de Drake, Kanye West e Lil Wayne, "Taking My Ball" (também lançado com o videogame DJ Hero), e cinco novas faixas. Relapse: Refill foi lançado no dia 21 de dezembro de 2009.

## Faixas
| N.º | Título                                     | Produtor                 | Duração |  |
| 1.  | "Dr. West" (skit)                          | Dr. Dre, Eminem          | 1:29    |  |
| 2.  | "3 a.m."                                   | Dr. Dre                  | 5:19    |  |
| 3.  | "My Mom"                                   | Dr. Dre                  | 5:20    |  |
| 4.  | "Insane"                                   | Dr. Dre                  | 3:01    |  |
| 5.  | "Bagpipes from Baghdad"                    | Dr. Dre, Trevor Lawrence | 4:43    |  |
| 6.  | "Hello"                                    | Dr. Dre, Mark Batson     | 4:08    |  |
| 7.  | "Tonya" (skit)                             | Dr. Dre, Eminem          | 0:43    |  |
| 8.  | "Same Song & Dance"                        | Dr. Dre, Dawaun Parker   | 4:08    |  |
| 9.  | "We Made You"                              | Dr. Dre, Doc Ish, Eminem | 4:30    |  |
| 10. | "Medicine Ball"                            | Dr. Dre, Mark Batson     | 3:57    |  |
| 11. | "Paul" (skit)                              |                          | 0:19    |  |
| 12. | "Stay Wide Awake"                          | Dr. Dre                  | 5:20    |  |
| 13. | "Old Time's Sake" (feat. Dr. Dre)          | Dr. Dre, Mark Batson     | 4:35    |  |
| 14. | "Must Be the Ganja"                        | Dr. Dre, Mark Batson     | 4:03    |  |
| 15. | "Mr. Mathers" (skit)                       | Dr. Dre, Eminem          | 0:42    |  |
| 16. | "Déjà Vu"                                  | Dr. Dre                  | 4:43    |  |
| 17. | "Beautiful"                                | Eminem                   | 6:32    |  |
| 18. | "Crack a Bottle" (feat. Dr. Dre & 50 Cent) | Dr. Dre                  | 4:58    |  |
| 19. | "Steve Berman" (skit)                      |                          | 1:29    |  |
| 20. | "Underground"                              | Dr. Dre                  | 6:11    |  |

| Faixas bônus |                             |                                  |          |         |  |
| N.º          | Título                      | Compositor(es)                   | Produtor | Duração |  |
| 21.          | "My Darling"                | M. Mathers, M. Strange, L. Resto | Eminem   | 5:20    |  |
| 22.          | "Careful What You Wish For" | M. Mathers, L. Resto, S. King    | Eminem   | 3:47    |  |

| Relapse: Refill |                                               |                                                         |                    |         |  |
| N.º             | Título                                        | Compositor(es)                                          | Produtor(es)       | Duração |  |
| 1.              | "Forever" (com Drake, Kanye West & Lil Wayne) | M. Mathers, A. Graham, K. West, D. Carter, M. Samuels   | Boi-1da            | 5:57    |  |
| 2.              | "Hell Breaks Loose" (com Dr. Dre)             |                                                         |                    | 4:04    |  |
| 3.              | "Buffalo Bill"                                |                                                         | Dr. Dre, M. Batson | 3:52    |  |
| 4.              | "Elevator"                                    |                                                         | Eminem             | 4:52    |  |
| 5.              | "Taking My Ball" (Dr. Dre)                    | M. Mathers, A. Young, M. Batson, D. Parker, T. Lawrence |                    | 5:01    |  |
| 6.              | "Music Box" (Dr. Dre, D. Parker)              |                                                         | Dr. Dre            | 5:05    |  |
| 7.              | "Drop the Bomb on 'Em"                        |                                                         | Dr. Dre            | 4:48    |  |

Samples
- "Insane" samples "Jock Box" de The Skinny Boys
- "We Made You" samples "Hot Summer Nights" de Walter Egan
- "Beautiful" samples "Reaching Out" de Queen + Paul Rodgers
- "Crack a Bottle" samples "Mais Dans Ma Lumière" de Jean Renard

## Histórico de lançamento
| Região         | Data               | Distribuidora           | Formato    | Catálogo   |
| -------------- | ------------------ | ----------------------- | ---------- | ---------- |
| Austrália      | 15 de maio de 2009 | Universal Austrália     | CD         | 2703216    |
| Alemanha       | 15 de maio de 2009 | Universal Music         | CD         |            |
| Itália         | 15 de maio de 2009 | Interscope              | CD         |            |
| Países Baixos  | 15 de maio de 2009 |                         | CD         |            |
| Dinamarca      | 18 de maio de 2009 |                         | CD         |            |
| França         | 18 de maio de 2009 | Interscope              | CD         |            |
| Nova Zelândia  | 18 de maio de 2009 | Universal Nova Zelândia | CD         |            |
| Portugal       | 18 de maio de 2009 | Interscope              | CD         |            |
| Rússia         | 18 de maio de 2009 | Universal Rússia        | CD         |            |
| Suécia         | 18 de maio de 2009 | Universal Suécia        | CD         |            |
| Reino Unido    | 18 de maio de 2009 | Polydor                 | CD         | 2703216    |
| Brasil         | 19 de maio de 2009 | Universal Brasil        | CD         |            |
| Canadá         | 19 de maio de 2009 | Interscope              | CD         | B001286302 |
| Grécia         | 19 de maio de 2009 | Universal Music         | CD         |            |
| Índia          | 19 de maio de 2009 | Universal Índia         | CD         |            |
| Espanha        | 19 de maio de 2009 |                         | CD         |            |
| Estados Unidos | 19 de maio de 2009 | Interscope              | CD         | 001286302  |
| Estados Unidos | 19 de maio de 2009 | Interscope              | CD [limpo] | 001286402  |
| Estados Unidos | 19 de maio de 2009 | Interscope              | LP         | 001286301  |
| Japão          | 20 de maio de 2009 | Universal Japão         | CD         | UICS-1190  |
| Japão          | 20 de maio de 2009 | Universal Japão         | CD + DVD   | UICS-9106  |
| Argentina      | 29 de maio de 2009 | Interscope              | CD         |            |

| Críticas profissionais                                                      | Críticas profissionais |
| Avaliações da crítica                                                       | Avaliações da crítica  |
| Fonte                                                                       | Avaliação              |
| --------------------------------------------------------------------------- | ---------------------- |
| Allmusic                                                                    | [ 23 ]                 |
| The Daily Telegraph                                                         | [ 24 ]                 |
| Entertainment Weekly                                                        | (A-)                   |
| Los Angeles Times                                                           | (mista)                |
| National Post                                                               | [ 27 ]                 |
| The New Zealand Herald                                                      | [ 28 ]                 |
| Rolling Stone                                                               | [ 29 ]                 |
| Slant Magazine                                                              | [ 30 ]                 |
| Spin                                                                        | [ 31 ]                 |
| USA Today                                                                   | [ 32 ]                 |
| Esta tabela precisa de ser acompanhada por texto em prosa. Consulte o guia. |                        |

## Paradas musicais
| Paradas (2009)                     | Paradas (2009)                     | Melhor posição | Certificação |
| ---------------------------------- | ---------------------------------- | -------------- | ------------ |
| Austrália (ARIA)                   | Austrália (ARIA)                   | 1              | Platina      |
| Áustria (Top 75 Albums)            | Áustria (Top 75 Albums)            | 2              | Ouro         |
| Bélgica                            | Ultratop 50 Albums (Flanders)      | 1              | Ouro         |
| Bélgica                            | Ultratop 50 Albums (Wallonia)      | 4              | Ouro         |
| Canadá Albums Chart                | Canadá Albums Chart                | 1              |              |
| Dinamarca (Album Top 40)           | Dinamarca (Album Top 40)           | 1              |              |
| Finlândia (Top 50 Albums)          | Finlândia (Top 50 Albums)          | 5              |              |
| França (Top 200 Albums)            | França (Top 200 Albums)            | 1              | Ouro         |
| Alemanha (Top100 Albums)           | Alemanha (Top100 Albums)           | 2              | Ouro         |
| Grécia (Top 50 Foreign Albums)     | Grécia (Top 50 Foreign Albums)     | 13             |              |
| Hungria (Top 40 Albums)            | Hungria (Top 40 Albums)            | 14             |              |
| Irlanda Albums Chart               | Irlanda Albums Chart               | 1              |              |
| Itália (FIMI)                      | Itália (FIMI)                      | 4              |              |
| Japão Albums Chart                 | Japão Albums Chart                 | 1              |              |
| México (Top 100 Albums)            | México (Top 100 Albums)            | 24             |              |
| Países Baixos (Mega Album Top 100) | Países Baixos (Mega Album Top 100) | 3              |              |
| Nova Zelândia (RIANZ)              | Nova Zelândia (RIANZ)              | 1              | Platina      |
| Noruega (Top 40 Albums)            | Noruega (Top 40 Albums)            | 1              |              |
| Polónia (Top 50 Albums)            | Polónia (Top 50 Albums)            | 1              |              |
| Rússia Albums Chart                | Rússia Albums Chart                | 3              | Ouro         |
| Espanha (Top 100 Albums)           | Espanha (Top 100 Albums)           | 5              |              |
| Suécia (Top 60 Albums)             | Suécia (Top 60 Albums)             | 3              |              |
| Suíça (Albums Top 100)             | Suíça (Albums Top 100)             | 2              | Platina      |
| UK Albums Chart                    | UK Albums Chart                    | 1              | Platina      |
| Billboard 200                      | Billboard 200                      | 1              | 2× Platina   |